# 施光南
施光南（1940年8月22日—1990年5月2日），籍贯浙江金华，生于重庆，中华人民共和国著名作曲家。代表作有《在希望的田野上》、《祝酒歌》、《打起手鼓唱起歌》等。他也是唯一入选“改革开放杰出贡献人员”的音乐家。

## 生平

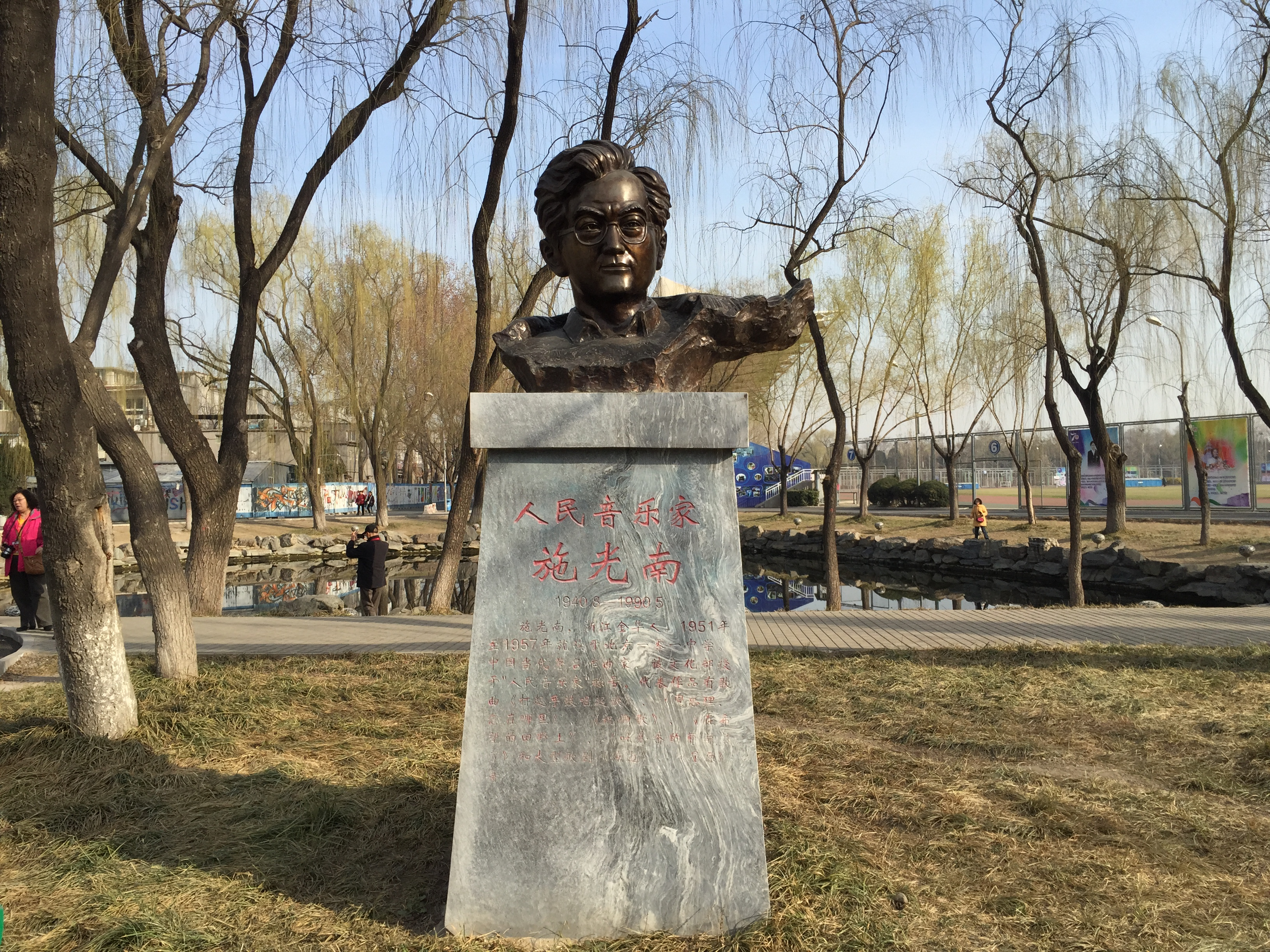
北京一零一中学内的施光南像

施光南的父亲为施复亮（施存统），为中共早期活动家，后参与组建中国民主建国会；母亲钟复光为施复亮的学生。妻子是洪如丁，为原中国侨联副主席洪丝丝之女。
施光南祖籍浙江金华县源东乡叶村，于1940年8月22日在重庆市南岸区出生，1945年，年仅5岁的他就写下了第一首音乐作品——《春天到了》。
施光南于1948年回源东叶村老家上小学，1949年在金华城内小学毕业。中华人民共和国成立后随父母移居北京，在父亲影响下开始学习作曲，1957年于北京101中学毕业后被中央音乐学院破格录取，1959年转入天津音乐学院作曲系学习。后再转中央音乐学院作曲系学习。1964年毕业于天津音乐学院作曲系，分配到天津歌舞剧院任创作员。1978年7月，调入中央乐团。
1984年，施光南加入中国共产党，1985年当选为中国音乐家协会副主席，1986年当选为中華全國青年聯合會副主席。1987年出席中國共產黨第十三次全國代表大會。
1980年10月，1987年10月和1989年10月，施光南分别在天津、武汉和广州举行了《施光南声乐作品音乐会》后，其艺术生涯到达了高峰。
1990年5月2日，施光南因脑溢血在北京去世。去世后经文化部追认为「人民音樂家」。为了纪念施光南，重慶南山公園内建有施光南广场以示纪念，此外，其家乡浙江金华建有「施光南音乐广场」。

## 作品
施光南参与了许多歌曲的谱曲工作，很多歌曲在面世后红极一时并被广为传唱。包括了代表作品有歌曲《在希望的田野上》、《祝酒歌》、《假如你要认识我》、《吐鲁番的葡萄熟了》、《高举起亚运会的火炬》（第十一届亚洲运动会会歌）、《打起手鼓唱起歌》、《周总理，您在哪里》、《月光下的凤尾竹》，《洁白的羽毛寄深情》。除了创作歌曲外，他还创作了多部歌剧、芭蕾舞剧、京剧等多种类型的作品，如大型歌剧《伤逝》、《屈原》，芭蕾舞剧《白蛇传》等。
获奖：《祝酒歌》获庆祝建国30周年献礼演出一等创作奖及1980年听众喜爱的广播歌曲评选第一名，并被联合国科教文组织和亚洲文化中心选为在亚洲青少年中推荐的歌曲；《洁白的羽毛寄深情》在听众喜爱的广播歌曲评选中获奖；《吐鲁番的葡萄熟了》在1980年文化部及中国音协主办的优秀群众歌曲评选中获奖；《立功喜报寄回家》在全军第三届文艺会演中获优秀创作奖。

## 纪念
- 施光南音乐广场